# Gloria (Nottingham)
Gloria is een historisch merk van motorfietsen.
De bedrijfsnaam was: Campion Cycle Co. Ltd., Nottingham.
De Britse Campion fietsfabriek bouwde onder deze naam Franse 173cc-Train-tweetaktmotoren in Britse frames, die mogelijk bij Triumph gemaakt werden. Franse en Belgische inbouwmotoren waren in de jaren voor de Eerste Wereldoorlog populair in het Verenigd Koninkrijk, maar in de jaren twintig waren er al uitstekende Britse motoren op de markt, waarbij de tweetakten van Villiers bijna standaard waren. Met de motor van Emile Train onderscheidde het merk Gloria zich dus, maar toch werden de machines alleen in 1924 en 1925 geproduceerd.